# Davide Santon
Davide Santon (phát âm tiếng Ý: [ˈdavide sanˈton]; sinh ngày 2 tháng 1 năm 1991) là một cựu cầu thủ bóng đá chuyên nghiệp người Ý thi đấu ở vị trí hậu vệ cánh.

## Sự nghiệp

### Inter Milan
Santon được xem là một trong những hậu vệ trẻ triển vọng nhất từ lò đào tạo của Inter trong nhiều mùa giải gần đây. Vị trí sở trường là hậu vệ cánh phải, nhưng đầu năm 2009, anh lần đầu xuất hiện trong màu áo Inter trong trận tứ kết Coppa Italia gặp A.S. Roma ở vị trí hậu vệ cánh trái, và kể từ đó chiếm luôn vị trí chính thức của Maxwell.
Cùng với đồng đội tại tuyển trẻ Balotelli, Santon có những bước tiến nhanh chóng, tiêu biểu là việc anh đã kèm chết được siêu sao Christiano Ronaldo trong trận đấu ở cúp C1 giữa Inter và Manchester United, và được huấn luyện viên Marcello Lippi gọi vào danh sách tuyển Ý tham dự Cúp Liên đoàn các châu lục 2009 tại Nam Phi, khi chỉ mới 18 tuổi.
Sau mùa giải đầu thành công ngoài mong đợi, phong độ của Santon có phần sụt giảm ở nửa đầu mùa giải sau và anh dần mất vị trí chính thức đến khi gặp chấn thương nặng khiến anh bỏ lỡ nửa cuối mùa giải và mất dần vị trí ở các mùa giải sau.

### Cesena (mượn)
Vào 31 tháng 1 năm 2011, vào ngày cuối cùng của kỳ chuyển nhượng, Santon được cho mượn tới Cesena như một phần của bản hợp đồng mua Yuto Nagatomo của Inter Milan.
Santon quay lại Inter vào cuối mùa giải. Dưới sự chỉ đạo của HLV mới Gian Piero Gasperini, Santon thường được chơi như một cầu thủ chạy cánh trong sơ đồ 3–4–3. Tuy nhiên, cuối mùa giải Inter quyết định giữ lại Davide Faraoni và bán Santon.

### Newcastle United
Vào ngày 30 tháng 8 năm 2011, Santon sang Newcastle với bản hợp đồng có thời hạn 5 năm với mức phí không được tiết lộ cụ thể (được đoán là 5,3 triệu bảng). Anh ra sân lần đầu trong màu áo Newcastle vào ngày 16 tháng 10 năm 2011. Dần dần anh có được một vị trí chính thức ở bên hành lang cánh trái.

### Trở lại Inter
Sau khi mất vị trí về tay Paul Dummett, Santon quay lại Inter vào tháng 1 năm 2015 trong một hợp đồng cho mượn, với điều khoản mua đứt vào mùa hè.
Hè 2016, một lần nữa Inter Milan lại rao bán anh, lần này Sunderland đã gần đàm phán với Inter, sau khi anh trượt buổi kiểm tra y tế của West Ham United.Tuy nhiên, hè năm đó anh vẫn ở lại với Inter, bên cạnh Marco Andreolli và Jonathan Biabiany.
Santon là cầu thủ dự bị trong trận mở màn UEFA Europa League của Inter mùa 2016-2017; xuất phát trong đội hình chính của Inter trong chiến thắng 2-1 trước Juventus tại Derby d'Italia.
Sau khi Frank de Boer bị sa thải năm 2016, anh hiếm khi được trọng dụng bởi tân thuyền trưởng Stefano Pioli

### AS Roma
Anh đến Roma cùng với Nicolò Zaniolo như một phần của thương vụ Radja Nainggolan đến Inter theo chiều ngược lại vào tháng 6 năm 2018.Tại đây anh đã kí 4 năm hợp đồng với đội bóng.

## Các danh hiệu
- 9/2008: Siêu Cúp Ý, Scudetto, Inter
- 10/2009: Coppa Italia, Scudetto, Champions League, Inter

## Thống kê sự nghiệp

### Câu lạc bộ
Tính đến 23 tháng 1 năm 2016
| Câu lạc bộ          | Mùa giải            | Giải đấu            | Giải đấu | Giải đấu | Cúp quốc gia | Cúp quốc gia | League Cup | League Cup | Châu Âu | Châu Âu | Khác | Khác | Tổng cộng | Tổng cộng |
| Câu lạc bộ          | Mùa giải            | Giải đấu            | Trận     | Bàn      | Trận         | Bàn          | Trận       | Bàn        | Trận    | Bàn     | Trận | Bàn  | Trận      | Bàn       |
| ------------------- | ------------------- | ------------------- | -------- | -------- | ------------ | ------------ | ---------- | ---------- | ------- | ------- | ---- | ---- | --------- | --------- |
| Inter Milan         | 2008–09             | Serie A             | 16       | 0        | 2            | 0            | —          | —          | 2       | 0       | 0    | 0    | 20        | 0         |
| Inter Milan         | 2009–10             | Serie A             | 12       | 0        | 2            | 0            | —          | —          | 1       | 0       | 0    | 0    | 15        | 0         |
| Inter Milan         | 2010–11             | Serie A             | 12       | 0        | 1            | 0            | —          | —          | 4       | 0       | 1    | 0    | 18        | 0         |
| Cesena (mượn)       | 2010–11             | Serie A             | 11       | 0        | 0            | 0            | —          | —          | —       | —       | —    | —    | 11        | 0         |
| Newcastle United    | 2011–12             | Premier League      | 24       | 0        | 2            | 0            | 1          | 0          | —       | —       | —    | —    | 27        | 0         |
| Newcastle United    | 2012–13             | Premier League      | 31       | 1        | 1            | 0            | 0          | 0          | 6       | 0       | —    | —    | 38        | 1         |
| Newcastle United    | 2013–14             | Premier League      | 27       | 0        | 1            | 0            | 0          | 0          | —       | —       | —    | —    | 28        | 0         |
| Newcastle United    | 2014–15             | Premier League      | 0        | 0        | 1            | 0            | 0          | 0          | —       | —       | —    | —    | 1         | 0         |
| Newcastle United    | Tổng cộng           | Tổng cộng           | 82       | 1        | 5            | 0            | 1          | 0          | 6       | 0       | 0    | 0    | 94        | 1         |
| Inter Milan         | 2014–15             | Serie A             | 14       | 0        | 1            | 0            | —          | —          | 4       | 0       | —    | —    | 14        | 0         |
| Inter Milan         | 2015–16             | Serie A             | 10       | 0        | 1            | 0            | —          | —          | —       | —       | —    | —    | 11        | 0         |
| Inter Milan         | Tổng cộng           | Tổng cộng           | 63       | 0        | 7            | 0            | —          | —          | 11      | 0       | 1    | 0    | 78        | 0         |
| Tổng cộng sự nghiệp | Tổng cộng sự nghiệp | Tổng cộng sự nghiệp | 132      | 1        | 12           | 0            | 1          | 0          | 17      | 0       | 1    | 0    | 172       | 1         |

### Đội tuyển quốc gia
Tính đến 7 tháng 2 năm 2013
| Ý         | Ý    | Ý   |
| Năm       | Trận | Bàn |
| --------- | ---- | --- |
| 2009      | 5    | 0   |
| 2010      | 1    | 0   |
| 2011      | 1    | 0   |
| 2012      | 0    | –   |
| 2013      | 1    | 0   |
| Tổng cộng | 8    | 0   |